# Juan Esteban Pedernera

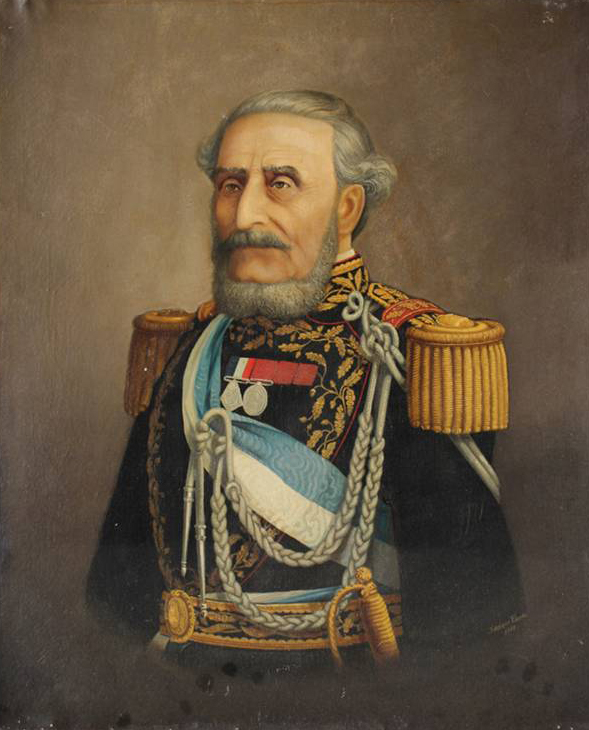
Juan Esteban Pedernera

Juan Esteban Pedernera (* 25. Dezember 1796 in San José del Morro, San Luis; † 1. Februar 1886 in Buenos Aires) war vom 5. März 1860 bis zum 5. November 1861 der zweite Vizepräsident und vom 5. November 1861 bis zum 12. Dezember 1861 der fünfte Präsident von Argentinien.

## Leben
Juan Esteban Pedernera wurde 1796 als Sohn von Juan Esteban und Dominga Pedernera in der Provinz San Luis geboren. Er erhielt seine Ausbildung in einem Franziskanerkloster. Nach der Schule kämpfte er als Grenadier in der Truppe von José de San Martín im Unabhängigkeitskrieg gegen die Spanier. Anschließend nahm er an der Schlacht von Chacabuco und an der Expedition zur Befreiung Perus teil. Er wurde von den Spaniern während der Schlacht auf Chiloé festgenommen, konnte aber fliehen und kehrte zu seiner Truppe zurück. 
1826 nahm er am Krieg Argentiniens gegen Brasilien teil. Später, im argentinischen Bürgerkrieg stand er auf der Seite der Unitarier und kämpfte in La Tablada an der Seite von General José María Paz gegen Juan Manuel de Rosas. Anschließend verbrachte er eine Zeit im Exil, kehrte aber nach Rosas’ Fall nach Argentinien zurück und wurde Senator für die Provinz San Luis. 1856 wurde er zum Kommandanten der Grenztruppen ernannt und 1859 zum Gouverneur von San Luis. Im gleichen Jahr nahm er auch an der Schlacht von Cepeda teil. Unter dem Präsidenten Santiago Derqui war er zunächst Vizepräsident, dann nach dessen Rücktritt für fünf Wochen interimistischer Präsident Argentiniens, bevor er das Amt an Bartolomé Mitre übergeben musste, der Derquis Regierungstruppen geschlagen hatte. 1882 wurde er schließlich zum Generalleutnant der republikanischen Armee ernannt. 
Pedernera heiratete am 23. September 1823 Rosa Juana Heredia (* 1805 in Peru; † 26. August 1886 in Buenos Aires). 